# Turban
Túrban je pokrivalo, sestavljeno iz enega kosa blaga in ovito okrog glave, v uporabi predvsem na območju današnjega Orienta. 

## Zgodovina
Kos blaga okrog glave so si ovijali vsaj že prvi civilizirani prebivalci Mezopotamije 4000 let pred našim štetjem. Stari Perzijci so pokrivalo v obliki konusa nadgradili s kosom blaga in tako dobili svojo prepoznavno različico. Stari Egiptčani so ga uporabljali v ornamentalne namene, omenja pa se tudi v Bibliji (Eksodus 39,27). Turban so v najbolj poznani obliki popularizirali Otomani na koncu srednjega veka.